# Otiorhynque de la vigne
Otiorhynchus sulcatus
Espèce
Synonymes
- Curculio griseopunctatus De Geer, 1775[1]
- Curculio strictus Gmelin, 1790[1]
- Curculio sulcatus Fabricius, 1775[1]
- Dorymerus sulcatus[1]
- Otiorhynchus linearis Stierlin, 1861[1]
- Otiorhynchus pseudolinearis Reitter, 1914[1]
- Otiorhynchus sayi Boheman, 1843[1]

L'otiorhynque de la vigne (Otiorhynchus sulcatus) est une espèce d'insectes coléoptères, un otiorhynque de la famille des Curculionidae. C'est une sorte de charançon originaire d'Europe, mais commun en Amérique du Nord. On l'appelle aussi charançon noir de la vigne. Ce ravageur cause des dommages aux plantes ornementales mais aussi aux fraisiers et autres cultures de petits fruits.

## Description
Le charançon adulte mesure de 8 à 10 mm, il est noir avec un ventre plus gris et un long rostre. Ses élytres sont fusionnés, il est donc incapable de voler.
Les adultes se nourrissent la nuit du bord extérieur des feuilles, de ce fait les feuilles présentent des bords dentelés.

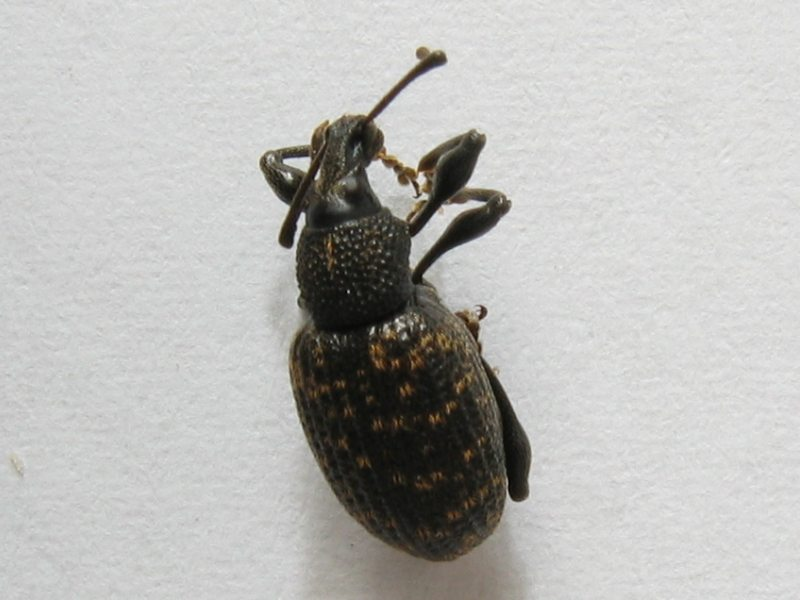
Individu n°1. Vue dorsale
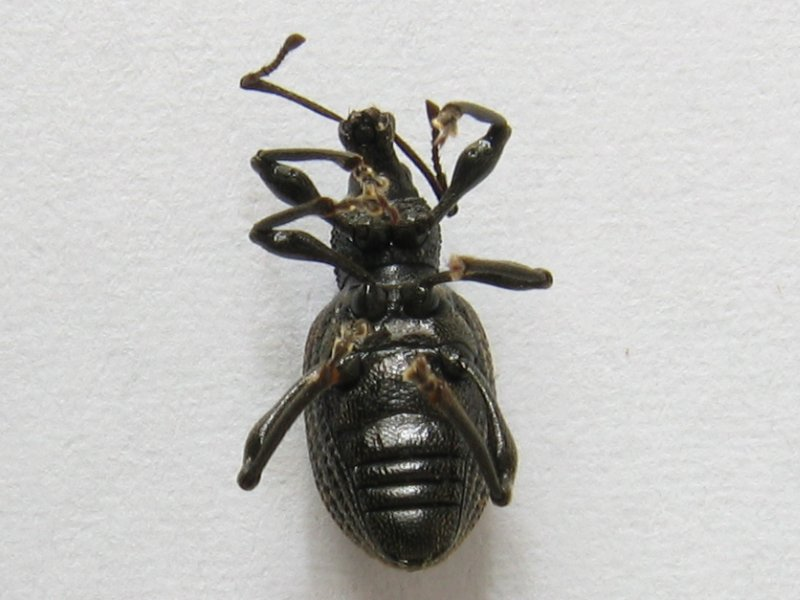
Individu n°1. Vue ventrale
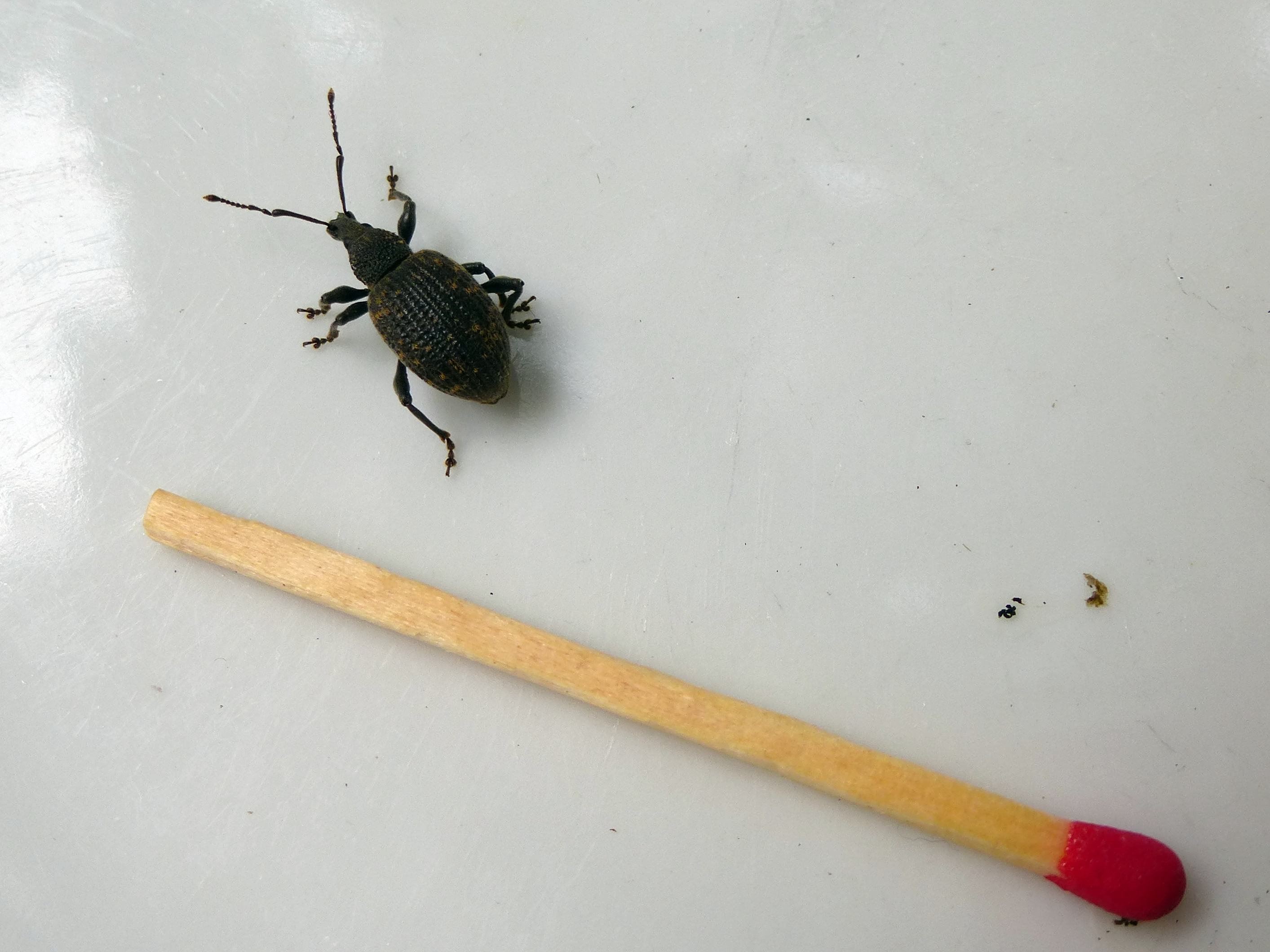
Individu n°2. Adulte et déjections
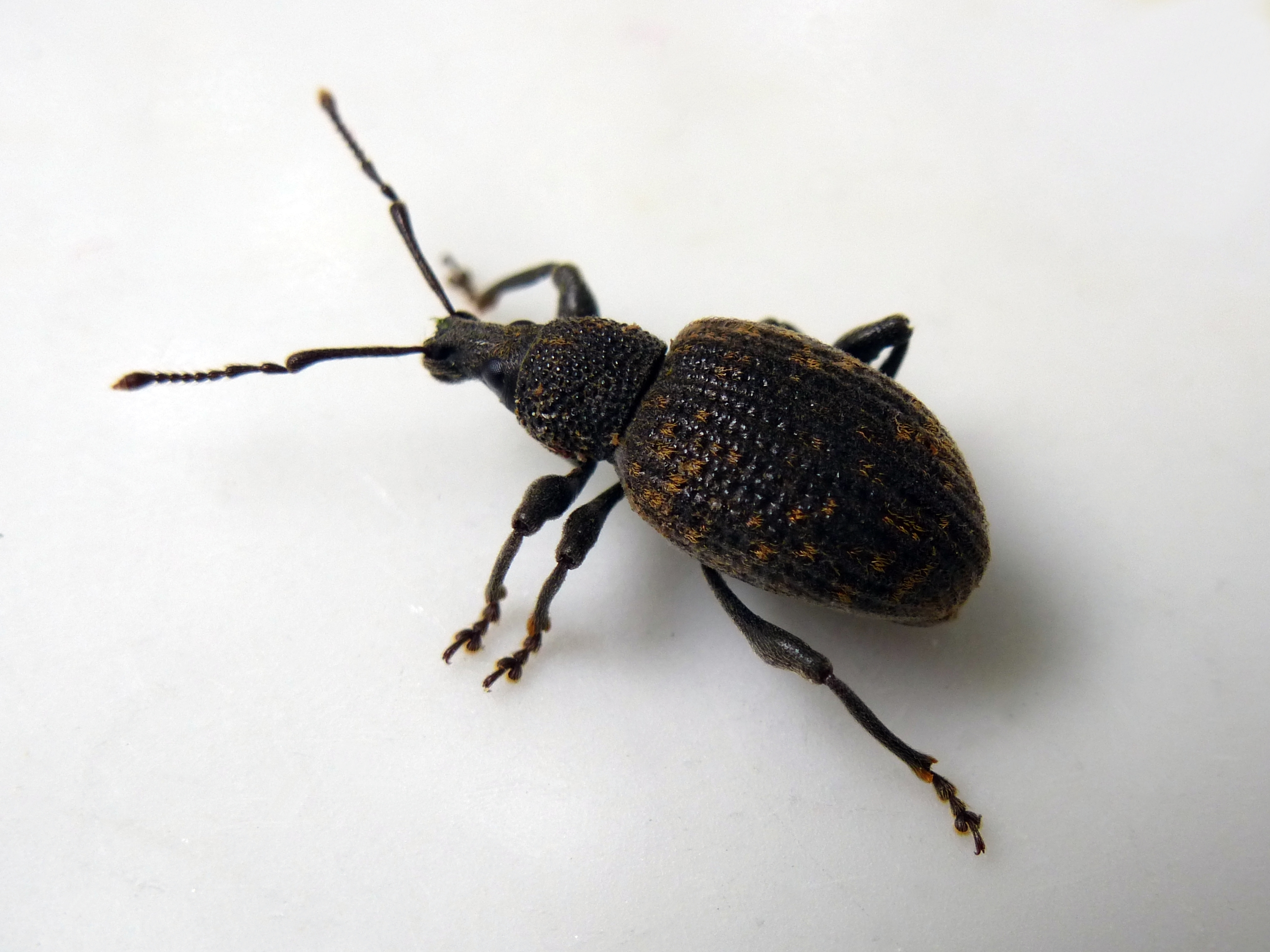
Individu n°2. Vue dorsale
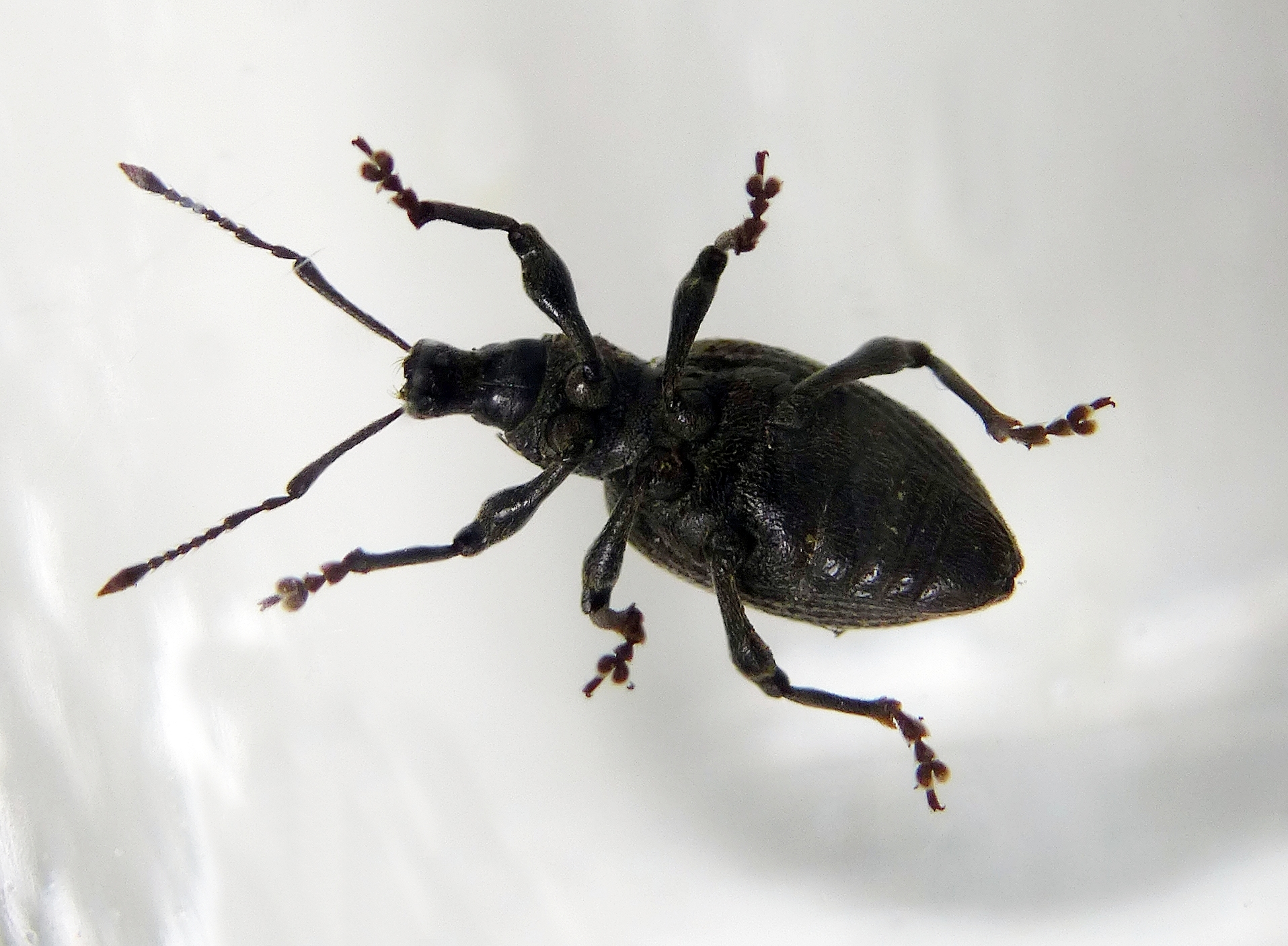
Individu n°2. Vue ventrale
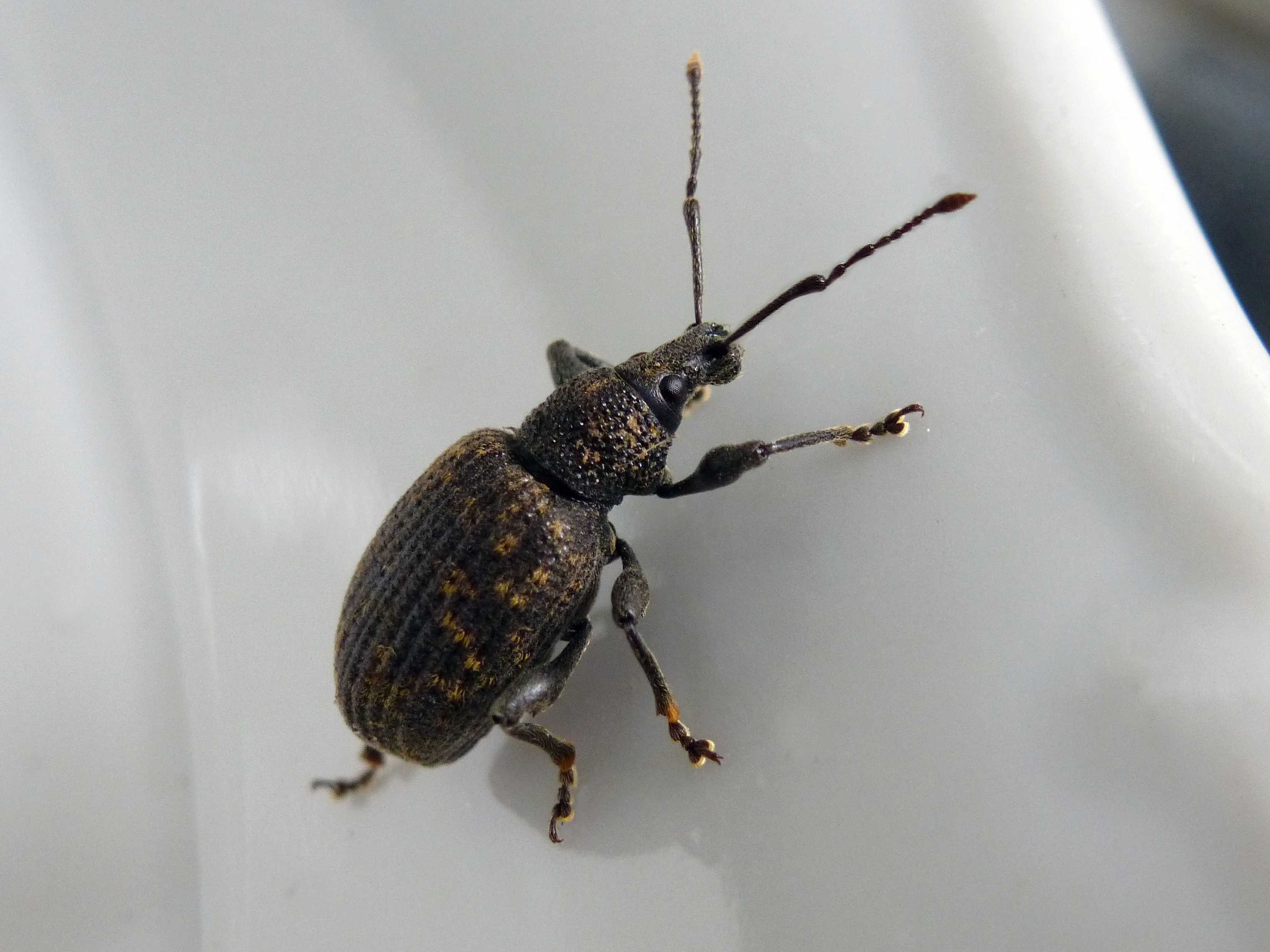
Individu n°2. Vue latérale
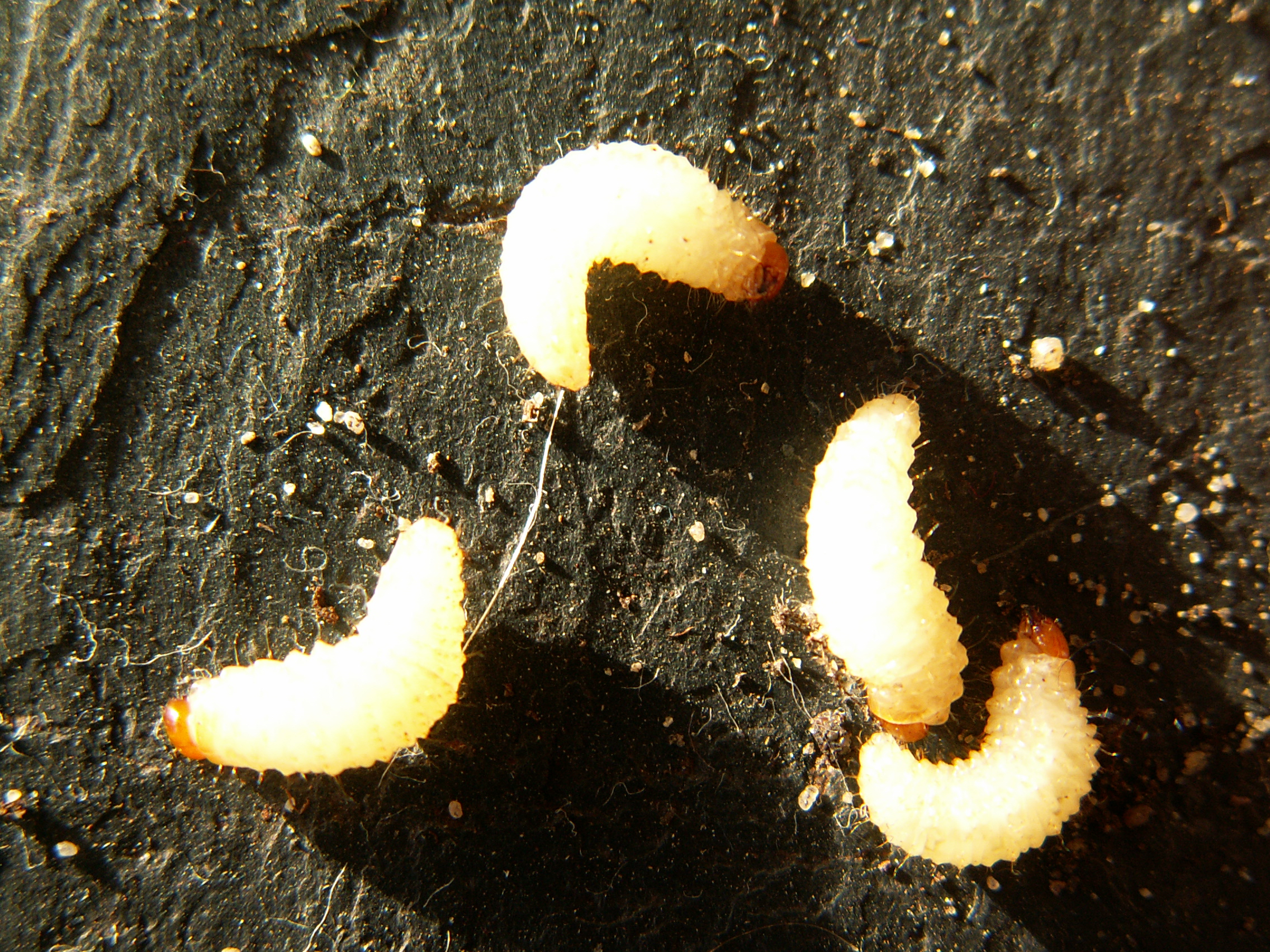
Larves, dépourvues de pattes
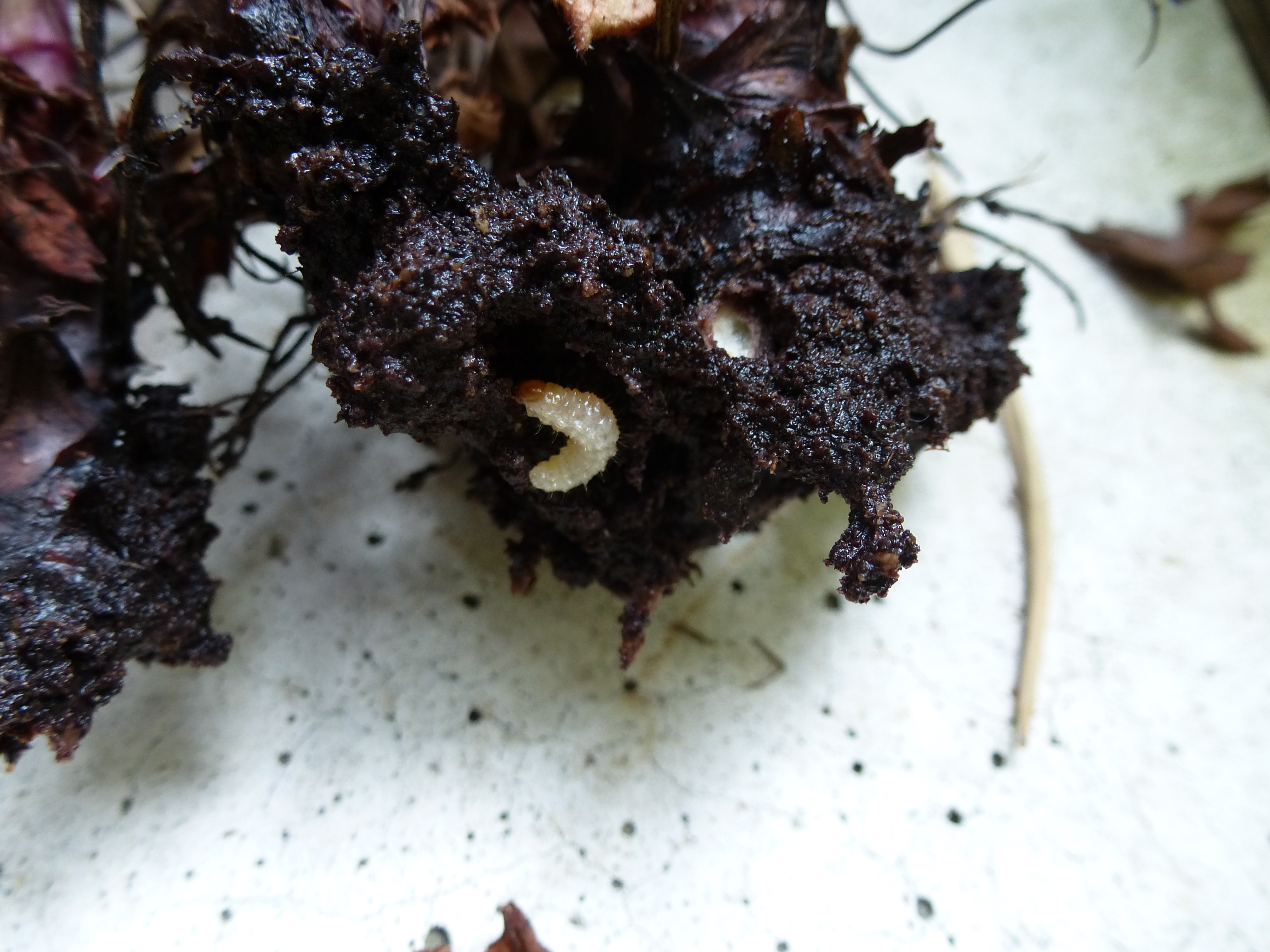
larve dévorant une Heuchera

Les larves vivent sous la surface du sol, elles n'ont pas de pattes et se nourrissent des racines et du cambium à la base du tronc.

## Plantes hôtes

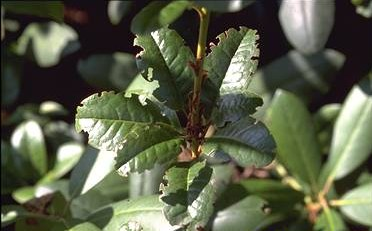
Feuilles dévorées par l'otiorhynque de la vigne

Les plantes hôtes de cet insecte polyphage incluent des centaines de plantes vivaces et grimpantes, à commencer par les ifs (Taxus) ou les plantes en pot qui restent en place plusieurs années.
Voici quelques exemples parmi les plus sensibles en Europe :
- Arbustes ornementaux : If commun (Taxus baccata), fusains (Euonymus), Laurier-cerise (Prunus laurocerasus), lilas commun (Syringa vulgaris), photinias, rhododendrons ou azalées (Rhododendron), troènes (Ligustrum), viornes (Viburnum), etc.
- Vivaces ornementales  : bergénias, bégonias tubéreux (Begonia ×tuberhybrida), liriopes (Liriope muscari), muguet de mai (Convallaria majalis) ou encore diverses Saxifragacées ( astilbes, heuchères, saxifrages, sedums, tiarellas...).
- Plantes fruitières : fraisier cultivé (Fragaria ×ananassa), framboisier (Rubus idaeus), vignes (Vitis), etc.

## Lutte biologique

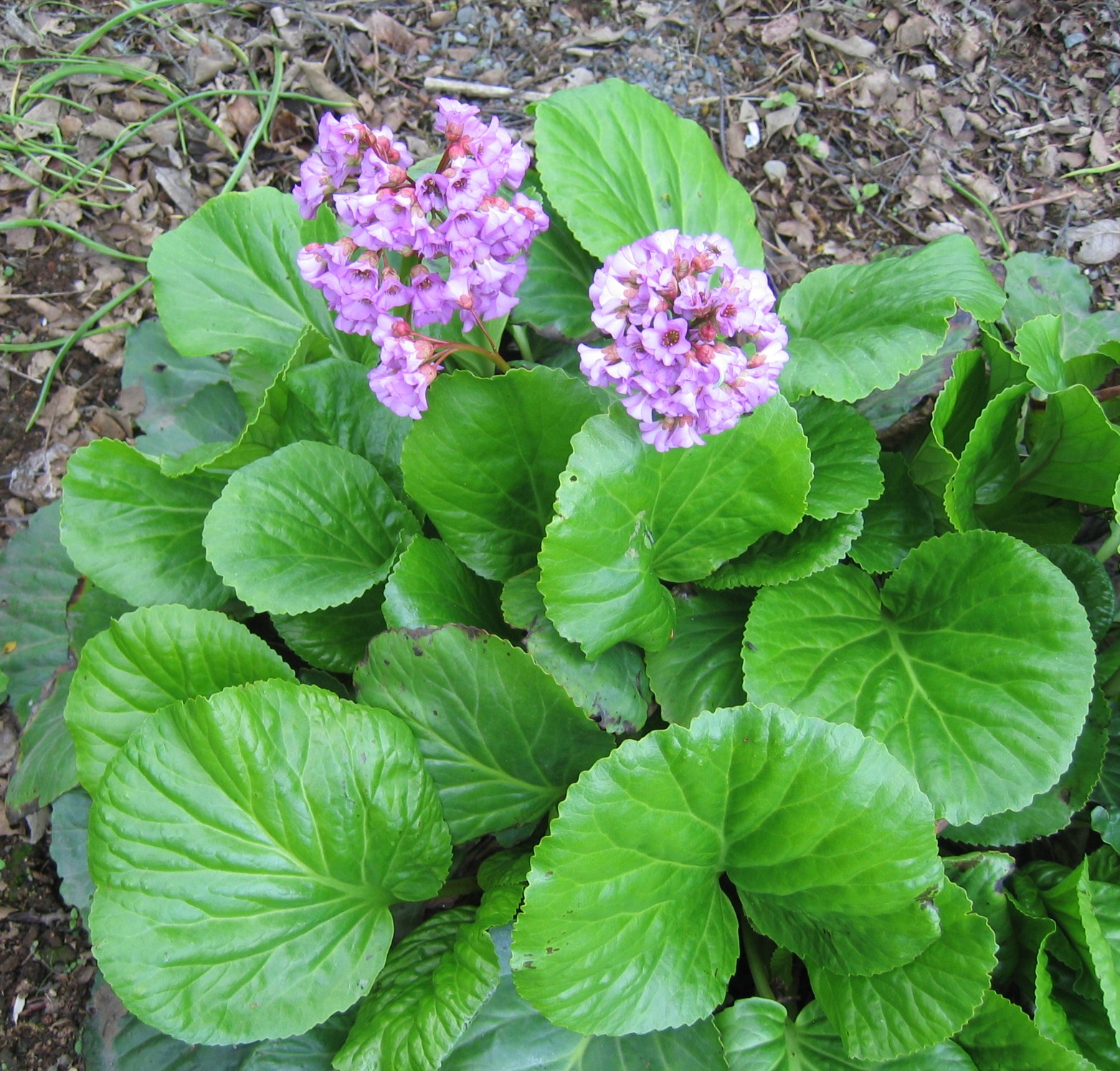
Bergenia crassifolia, irrésistible comme « plante-piège ».

En cas d'infestation limitée, le recours à des « plantes-pièges », plus attractives pour les otiorhynques que celles cultivées alentour, sont efficaces jusqu'à 90%. Par exemple, disposer courant avril des pots de Bergenia crassifolia, sans paillage contrairement aux plantes à protéger, qui seront ensuite noyés ou brûlés à l'automne pour détruire larves et adultes qui les auront infestés de préférence aux autres plantes. 
Les adultes peuvent être contrôlés en utilisant des barrières collantes sur les troncs des plantes affectées, du fait qu'ils retournent dans le sol chaque jour, mais les larves sont à 5–10 cm de la base de la plante et elles en mangent les racines.
Ces larves peuvent être contrôlées en utilisant une muscardine, maladie provoquée par des champignons parasites comme Beauveria bassiana ou Metarhizium anisopliae.
Des nématodes entomopathogènes comme Heterorhabditis bacteriophora ou Steinernema feltiae) sont utilisés en lutte biologique pendant les phases de croissance des plantes, de mars à septembre dans l'hémisphère nord.